# Volšperk
Volšperk (nemško Wolfsberg) je z okoli 25.000 prebivalci tretje največje mesto na avstrijskem Koroškem, leži v srednjem delu Labotske doline na severovzhodu dežele in je središče Okraja Volšperk (Bezirk Wolfsberg).

## Geografska lega
Mesto leži na območju  Labotniških Alp, zahodnem robu Golice v dolini rečice Labotnice, ki je pritok Drave. Na severovzhodu cesta preko gorskega prelaza Packsattel povezuje Volšperk z Voitsbergom na Štajerskem, prav tako avtocesta s predorom pod Golico (Koralpe). Območje občine Volšperk je četrto največje v Avstriji.
Občinsko območje obsega katastrske občine Aichberg (Dobje), Auen, Forst (Boršt), Gräbern-Prebl, Gries (Brod), Hartelsberg, Hattendorf, Hintertheißenegg, Kleinedling, Kleinwinklern Mali kot), Lading (Ladina), Leiwald, Michaelsdorf, Oberleidenberg, Priel, Reding (Radinje), Reideben, Reisberg, Rieding, Ritzing (Rica), Schoßbach, Schwemmtratten, Sankt Jakob, Sankt Johann, Sankt Marein (Šmarno), Sankt Margarethen (Šmarjeta (v Labotski dolini)), Sankt Michael (Šmihel), Sankt Stefan, Thürn, Unterleidenberg, Vordergumitsch (Podhumcom), Vordertheißenegg, Waldenstein, Weißenbach (Bela), Witra (Vetra), Wolfsberg Obere Stadt (Volšperk Gornje mesto), and Wolfsberg Untere Stadt (Volšperk Spodnje mesto).

## Zgodovina
Območje Volšperka je pripadalo posesti srednjeveške Vojvodina Koroška, ki jo je verjetno že cesar Henrik II. v letu 1007 odstopil Knezoškofiji Bamberg.  Grad nad mestom je prvič omenjen kot Wolfsperch leta 1178 v listini Šentpavelskega samostana v Labotu. Odročno naselje je postalo administrativni center Bamberške koroške posesti in je leta 1331 dobilo mestne pravice, ki mu jih je podelil knezoškof Werntho Schenk von Reicheneck.
V času reformacije je postal grad Bayerhofen, ki je prvič omenjen 1239 in prenovljen v 16. stoletju, center luteranstva, ta je bil uničen v protireformaciji. Leta 1759 je cesarica Marija Terezija odkupila bamberško ozemlje na Koroškem. Grad Volšperk so Habsburžani leta 1846 prodali grofu Hugu Hencklu von Donnersmarcku, ki ga je preuredil in dogradil v neotudorskem slogu.
Med drugo svetovno vojno je bil v vasi Priel, južno od mestnega centra zgrajeno taborišče za vojne ujetnike, ki je lahko sprejelo okoli 7.000 ujetnikov. Po vojni pa je nekaj časa služilo kot begunsko taborišče, ki so ga upravljali Britanske okupacijske sile. 

## Pobratena mesta
Volšperk je pobraten z:
- Herzogenaurach, Nemčija
- Várpalota, Madžarska

## Pomembne osebe iz kraja
- Pankraz von Dietrichstein (1446 - 1508), vojak, deželni sodnik med 1480 in 1497 upravitelj gospostev Volšperk in Hartneidstein
- Siegmund von Dietrichstein (1484 - 1533), oficir, cesarjev svetnik, dedni točaj Vojvodine Koroške, štajerski deželni glavar, upravnik Notranje Avstrije
- Michael Tangl (1861-1921), zgodovinar
- Ottokar Uhl (roj. 1931), arhitekt
- Rainer Schönfelder (roj. 1977), smučar
- Walter Kogler (roj. 1967), nogometaš
- Heinz Arzberger (roj. 1972), nogometaš
- Elisabeth Köstinger (roj. 1978), politik
- Patrick Friesacher (roj. 1980), avtomobilski dirkač
- Kai Schoppitsch (roj. 1980), nogometaš
- Christian Prawda (roj. 1982), nogometaš
- Pesnica Christine Lavant (1915–1973) je umrla v Volšperku.